# Drivrutin
En drivrutin är ett systemprogram som får en hårdvaruenhet, exempelvis modem eller skrivare, att fungera tillsammans med datorns operativsystem eller med andra program. Drivrutinen känner till alla de speciella styrkoder och kommandon som används för att styra hårdvaran och gör det möjligt för operativsystemet att använda hårdvaran utan att behöva känna till alla detaljer om hur enheten ska styras.
Drivrutinernas kvalitet har stor betydelse för operativsystemens stabilitet.